# Fjodor II. Godunov
Fjodor II. Borisovič Godunov (rusko Фёдор II Борисович Годунов) je bil spomladi 1605, na začetku obdobja težav, car Rusije, * 1589, Moskva, Rusko carstvo, † 20. junij 1605, Moskva, Rusko carstvo. 

## Življenje
Fjodor II. Je bil rojen v Moskvi kot sin in naslednik carja Borisa Godunova. Njegova mati Marija Grigorjevna Skuratova-Belskaja je bila ena od hčera Maljute Skuratove, zloglasne ljubljenke Ivana Groznega.
Bil je ljubljenec svojega očeta in prejel najboljšo izobrazbo, ki je bila na voljo v tistem času. Že od otroštva je bil uveden v vse malenkosti vladanja in redno prisostvoval zasedanjem Državne dume in sprejemom tujih odposlancev. Zdi se tudi, da je bil izjemno inteligenten, saj je ustvaril zemljevid Rusije, ki je ohranjen. Zemljevid je z nekaj dodatki objavil Hessel Gerritsz v Amsterdamu leta 1613. Ponovno je bil urejen leta 1665. 
Ob nenadni smrti Borisa Godunova so 13. aprila 1605 za carja razglasili šestnajstletnega Fjodorja. Oče ga je iz previdnosti obdal z močnimi prijatelji, a je od prvega trenutka svoje vladavine živel v ozračju izdaje. 11. junija 1605 so v Moskvo prispeli odposlanci Lažnega Dimitrija I. in zahtevali njegovo odstavitev. Pisma, ki so jih javno prebrali na Rdečem trgu, so odločila carjevo usodo. Skupina bojarjev, ki ni hotela priseči zvestobe novemu carju, je prevzela nadzor nad Kremljem in ga aretirala. 
10. ali 20. junija je bil Fjodor skupaj z materjo zadavljen v svojem stanovanju. Uradno so ga razglasili za zastrupljenega, vendar je švedski diplomat Peter Petreius izjavil, da so bile na truplih, ki so bila javno razstavljena, vidne sledi nasilja. Čeprav je bil Fjodor star komaj 16 let, je bil fizično močan in gibčen, zato so bili potrebni štirje možje, da so ga premagali.